# Călina roșie (film)
 Călina roșie (titlul original: în rusă Калина красная, transliterat: Kalina krasnaia) este un film dramatic sovietic, realizat în 1973 (premiera având loc la 25 martie 1974), de regizorul Vasili Șukșin după o povestire omonimă a sa, în care rolul protagonistului este interpretat de el însuși alături de soția sa, actrița Lidia Fedoseeva-Șukșina.

## Rezumat
După cinci ani de detenție, hoțul Egor Prokudin este eliberat din pușcărie. În timpul detenției, a corespondat cu o necunoscută pe nume Liuba Baikalova, cu care nu s-a văzut niciodată. Liuba presupune ca Egor a fost închis dintr-o eroare și îl invită la ea în sat. În drum spre ea, acesta vizitează întâi foștii prieteni de gașcă, dar tocmai pică într-o razie a miliției, scăpând la limită prin fugă. 
Ajuns la Liuba, familia simplă a acesteia îl primește cu teamă și reținere, pentru că în sat deja s-a aflat că Egor este un fost răufăcător. Cu timpul, legăturile între ei devin tot mai bune. Cu fratele Liubei devine chiar prieten iar între Liuba și el se înfiripă o relație de dragoste. 
Într-o zi însă, apar prietenii săi delincvenți, care vor să îl atragă din nou în afacerile lor dubioase. Egor îi refuză, aceasta ducând la urmări grave... 

## Distribuție
- Vasili Șukșin – Egor Prokudin, „Gore”, fost pușcăriaș
- Lidia Fedoseeva-Șukșina – Liuba Baikalova, prietena lui Egor
- Ivan Rîjov – Fiodor Baikalov, tatăl Liubei
- Maria Skvorțova – mama Liubei
- Aleksei Vanin – Piotr Baikalov, fratele Liubei
- Maria Vinogradova – Zoia Baikalova, soția lui Piotr
- Efimia Bîstrova – Kudeliha, mama lui Egor
- Janna Prohorenko – anchetatorul
- Lev Durov – Serghei Mihailovici, oficial
- Alexander Gorbenko – Kolia, fostul soț al Liubei
- Nikolai Grabbe – directorul penitenciarului
- Nikolai Pogodin – directorul sovhozului
- Gheorghi Burkov – Guboșliop, șeful criminalilor
- Tatiana Gavrilova – Liusen, prietena sa
- Artur Makarov – Buldea, un criminal
- Oleg Korcikov – Șurka, un criminal
- Natalia Gvozdikova – telefonista
- Iia Arepina – sora lui Egor

## Melodii din film
- Filmul începe cu cântecul tradițional rus Clopotele serii (în rusă Вечерний звон, transliterat: Vecernii zvon), interpretat în penitenciar de corul foștilor delincvenți.

## Lansare
A fost lansat în anul 1974 și a avut parte de mare succes comercial, fiind vizionat de 62,5 milioane de spectatori în cinematografele din Uniunea Sovietică, ceea ce-l plasează pe locul 13 în topul celor mai vizionate filme sovietice din perioada 1950–1990.

## Premii
- Premiul principal al Festivalul Unional de Film (în rusă Всесоюзный кинофестиваль, cunoscut ca ВКФ; VKF) în Baku (1974) „pentru un original, strălucit talent de scenarist, regizor și actor”.[4]